# Витебск-Северный (аэродром)
Витебск-Северный (Журжево) — недействующий военный аэродром, расположенный севернее города Витебска.

## История
Аэродром построен в 1946 г. в районе деревни Журжево Витебского района.
Аэродром использовался военно-транспортной авиацией. На аэродроме базировался 339-й военно-транспортный авиационный полк. Полк в числе первых в СССР получил на вооружение самолёт Ил-76.
В последние годы существования постоянно базировались 30 самолётов Ил-76. В 1994 году стал аэродром совместного использования ВВС Министерства обороны и гражданской авиации. В 1995 году 339-й ВТАП расформирован, самолёты частично передислоцированы, частично проданы. Аэродром прекратил своё существование 30 июля 1996 года. Позже все строения переданы свободной экономической зоне «Витебск».

## Интересные факты
На аэродроме снимался фильм «В зоне особого внимания», в съемках принимал участие весь 339-й военно-транспортный авиационный полк. Все авиационные сцены снимались на аэродроме.

## Происшествия
- 23 ноября 1979 года катастрофа самолёта Ил-76, бортовой номер СССР-86714. Погибли 7 человек, находящихся на борту. Экипаж выполнял тренировочный полёт ночью. При заходе на посадку из-за разрушения трансмиссии левого закрылка самолёт столкнулся с землей.